# Вітчим (фільм, 1983)
Вітчим — радянський художній фільм 1983 року, знятий на кіностудії «Казахфільм».

## Сюжет
Полковник у відставці Мажитов, ветеран Німецько-радянської війни, — людина з сильним і суворим характером. Він дуже вимогливо ставиться до себе, й іншим не прощає слабкостей. За першим покликом поспішає колишній фронтовик на допомогу, втручаючись у чужі долі й біди. Тому нелегко складаються його стосунки з оточенням, і в першу чергу — з найближчими людьми: з дружиною, падчеркою Алією та прийомним сином Сапаром, у якого великі неприємності на роботі й у сім'ї. На рахуючись з бажаннями Алії, вітчим змушує її їхати разом з ним залагоджувати справи Сапара і свого однополчанина Жумабаєва. Дівчина боязко пручається, але змушена підкоритися. Після смерті матері Алія виходить заміж і переселяється в гуртожиток, вважаючи, що вітчим для неї тепер ніхто. Але одного разу полковник з'являється в її новому житлі, розгублений і враз постарілий. Бачачи, як важко цей суворий чоловік переживає втрату дружини і розлуку з тією, яку завжди вважав своєю дочкою, Алія повертається в рідну домівку і вперше називає Мажитова татом.

## У ролях
- Мухтар Найманбаєв — Мажитов
- Жанна Куанишева — Алія
- Мухтар Бахтигереєв — Жумабаєв
- Калампир Айсангалієва — Шинар
- Лола Бадалова — мати
- Тамара Косубаєва — бабуся
- Карім Мутурганов — Карім
- Акил Куланбаєв — епізод
- Хамар Адамбаєва — епізод
- Жан Байжанбаєв — Марат

## Знімальна група
- Режисер — Лаврентій Сон
- Сценарист — Шапіга Мусіна
- Оператор — Марат Дуганов
- Композитор — Кенес Дуйсекеєв
- Художник — Олександр Ророкін